# Angliers (Vienne)
Angliers – miejscowość i gmina we Francji, w regionie Nowa Akwitania, w departamencie Vienne.
Według danych na rok 1990 gminę zamieszkiwało 619 osób, a gęstość zaludnienia wynosiła 27 osób/km² (wśród 1467 gmin regionu Poitou-Charentes Angliers plasuje się na 478. miejscu pod względem liczby ludności, natomiast pod względem powierzchni na miejscu 306.).